# Delmira Agustini
Delmira Agustini (ur. 24 października 1886 w Montevideo, zm. 6 lipca 1914 tamże) – urugwajska poetka.
Jest uznawana za jedną z najwybitniejszych poetek Ameryki Południowej początków XX wieku. Jej rodzice byli włoskimi imigrantami. Uczyła się francuskiego, malarstwa, muzyki. Twórczość literacką rozpoczęła w wieku dziesięciu lat. Pisała do magazynu „La Alborada”. Była członkinią Pokolenia 1900 wraz z Julio Herrerą y Reissig, Leopoldo Lugonesem i Rubénem Darío. Specjalizowała się w opisywaniu kobiecej seksualności w czasie, gdy świat literatury był zdominowany przez mężczyzn. Jej twórczość jest klasyfikowana jako wczesna faza Modernizmu. Eros, grecki bóg miłości symbolizujący erotyzm jest protagonistą wielu utworów Agustini. 14 sierpnia 1913 wyszła za mąż za Enrique Joba Reyesa, ale opuściła go po miesiącu. Rozwód został sfinalizowany 5 czerwca 1914. Miesiąc później Reyes zastrzelił Agustini i popełnił samobójstwo.

## Dzieła
- El libro blanco (1907).
- Cantos de la mañana (1910).
- Los cálices vacíos (1913).
- El rosario de Eros (1924, wyd. pośmiertne).
- Los astros del abismo (1924, wyd. pośmiertne).
- Correspondencia íntima (1969, wyd. pośmiertne).